# Chad Coombes
Chad Coombes (9 de septiembre de 1983 en Hamilton) es un futbolista neozelandés que juega de mediocampista en el Waitakere United. Además de desempeñarse en el fútbol es profesor de Educación Física y el actual director de deportes del Onehunga High School en Auckland.

## Carrera
Jugó un año en el club de su ciudad natal, el Hamilton Wanderers, y luego de dos pasos cortos por el Melville United y el North Shore United llegó en 2003 al New Zealand Knights donde solo jugó 6 partidos. En 2004 jugó para el Central United y ese mismo año recaló en el Auckland City FC, una de las 8 franquicias del NZFC que recién había sido creada. Jugó 6 años allí, con 112 partidos y 9 goles, entre 2010 y 2011 tuvo un paso corto por el Fleet Town FC inglés, para regresar al Auckland City. En 2012 firmó con el Waitakere United. Luego de una temporada irregular, prefirió incorporarse al WaiBOP United en 2014, la franquicia de su ciudad natal, Hamilton. En 2015 regresó al Waitakere.

### Clubes
| Club                        | País          | Año             |
| --------------------------- | ------------- | --------------- |
| Hamilton Wanderers          | Nueva Zelanda | 2000 - 2001     |
| Melville United             | Nueva Zelanda | 2002            |
| North Shore United          | Nueva Zelanda | 2003            |
| New Zealand Knights         | Nueva Zelanda | 2003 - 2004     |
| Central United              | Nueva Zelanda | 2004            |
| Auckland City Football Club | Nueva Zelanda | 2004 - 2010     |
| Fleet Town FC               | Inglaterra    | 2010 - 2011     |
| Auckland City Football Club | Nueva Zelanda | 2011 - 2012     |
| Waitakere United            | Nueva Zelanda | 2012 - 2014     |
| WaiBOP United               | Nueva Zelanda | 2014 - 2015     |
| Waitakere United            | Nueva Zelanda | 2015 - Presente |

### Selección nacional
Coombes jugó un solo partido en la selección neozelandesa, fue el 3 de marzo de 2010 en un partido de preparación para la Copa Mundial de Fútbol de 2010 contra México que terminó en derrota para Nueva Zelanda por 2-0.